# Leichtathletik-Europameisterschaften 1994/20 km Gehen der Männer

Panoramablick auf Helsinki im Jahr 2004

Das 20-km-Gehen der Männer bei den Leichtathletik-Europameisterschaften 1994 wurde am 7. August 1994 in den Straßen Helsinkis ausgetragen.
Europameister wurde der russische Vizeweltmeister von 1991 Michail Schtschennikow. Er gewann vor dem belarussischen WM-Dritten von 1991 Jauhen Misjulja. Bronze ging an den spanischen Weltmeister von 1993 Valentí Massana.

## Rekorde / Bestleistungen
Anmerkung:

Rekorde wurden damals im Marathonlauf und Straßengehen wegen der unterschiedlichen Streckenbeschaffenheiten mit Ausnahme von Meisterschaftsrekorden nicht geführt.

### Bestehende Rekorde / Bestleistungen
| Weltbestzeit         | 1:18:13 h | Pavol Blažek     | Hildesheim, BR Deutschland   | 16. September 1990 |
| Europabestzeit       | 1:18:13 h | Pavol Blažek     | Hildesheim, BR Deutschland   | 16. September 1990 |
| Meisterschaftsrekord | 1:21:15 h | Jozef Pribilinec | EM Stuttgart, BR Deutschland | 27. August 1986    |

### Rekordverbesserung
Der russische Europameister Michail Schtschennikow verbesserte den bestehenden EM-Rekord im Wettbewerb am 7. August um 2:30 min auf 1:18:45 h. Zur Welt- und Europabestzeit fehlten ihm nur 32 Sekunden.

## Durchführung
Hier gab es keine Vorrunde, alle 29 Geher traten gemeinsam zum Finale an.

## Legende
Kurze Übersicht zur Bedeutung der Symbolik – so üblicherweise auch in sonstigen Veröffentlichungen verwendet:
| CR  | Championshiprekord                       |
| DNF | Wettkampf nicht beendet (did not finish) |
| DSQ | disqualifiziert                          |

## Ergebnis

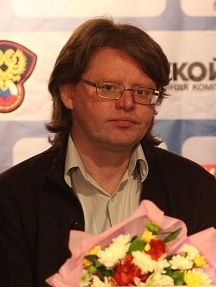
Der Vizeweltmeister von 1991 Michail Schtschennikow wurde Europameister – 1997 errang er noch einmal WM-Silber
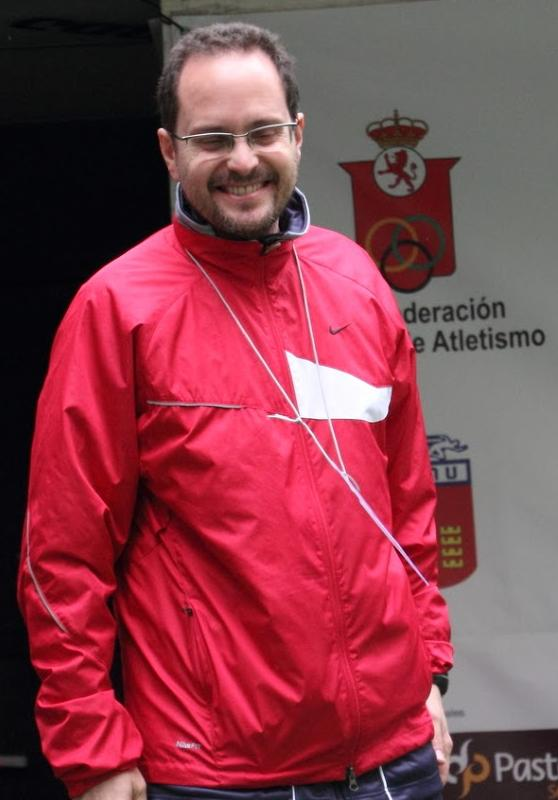
Valentí Massana, Weltmeister von 1993, errang Bronze – 1995 gab es für ihn WM-Silber
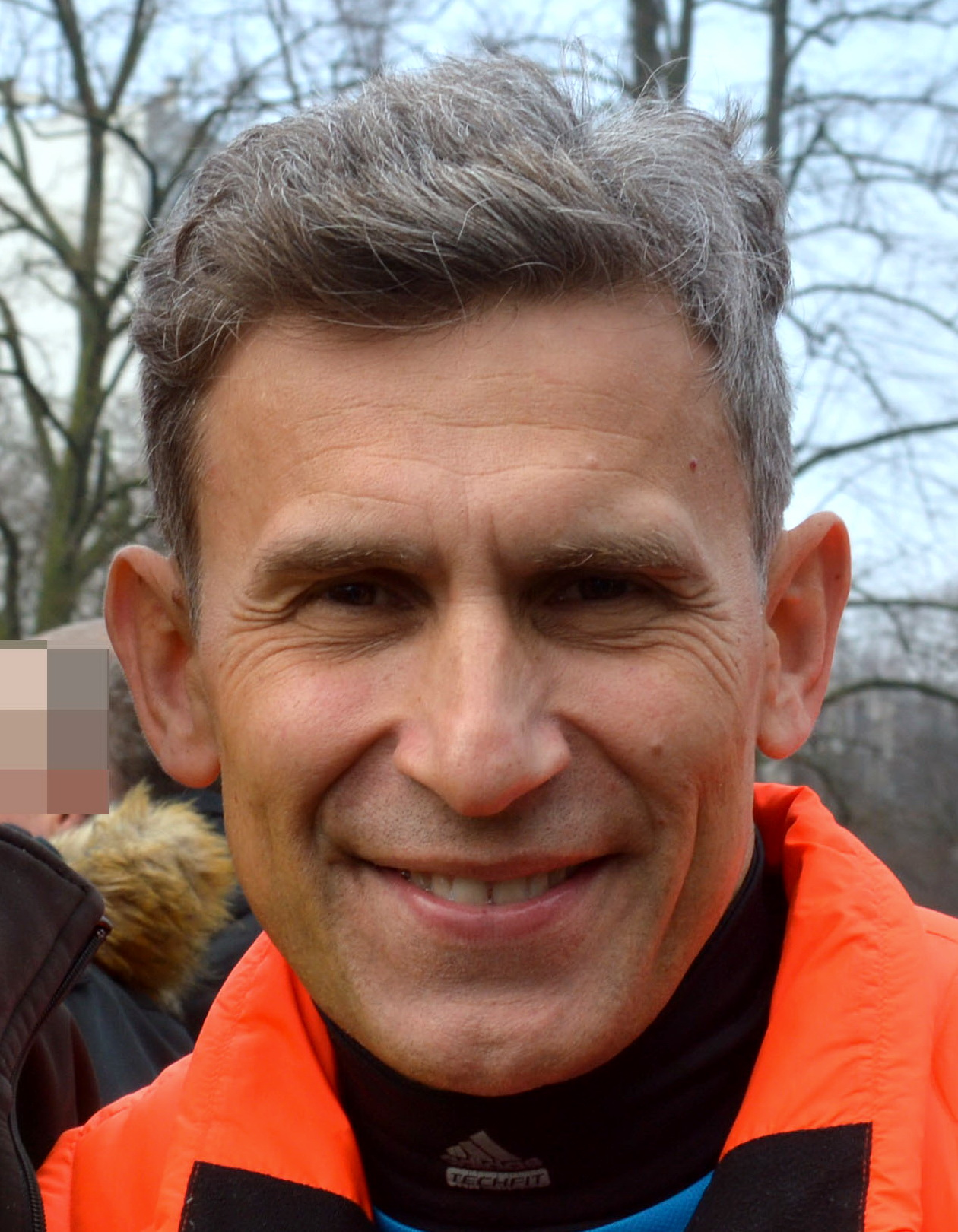
Robert Korzeniowski (hier im Jahr 2018) wurde disqualifiziert – später entwickelte er sich zu einem der erfolgreichsten Geher der Leichtathletikgeschichte

7. August 1994
| Platz | Name                   | Nation      | Zeit (h)   |
| ----- | ---------------------- | ----------- | ---------- |
| 1     | Michail Schtschennikow | Russland    | 1:18:45 CR |
| 2     | Jauhen Misjulja        | Belarus     | 1:19:22    |
| 3     | Valentí Massana        | Spanien     | 1:20:33    |
| 4     | Giovanni De Benedictis | Italien     | 1:20:39    |
| 5     | Michail Orlow          | Russland    | 1:21:01    |
| 6     | Giovanni Perricelli    | Italien     | 1:21:51    |
| 7     | Igor Kollár            | Slowakei    | 1:22:23    |
| 8     | Sándor Urbanik         | Ungarn      | 1:22:49    |
| 9     | Hubert Sonnek          | Tschechien  | 1:23:11    |
| 10    | Michele Didoni         | Italien     | 1:23:21    |
| 11    | Fernando Vázquez       | Spanien     | 1:23:22    |
| 12    | Jean-Claude Corre      | Frankreich  | 1:23:42    |
| 13    | Róbert Valíček         | Slowakei    | 1:24:13    |
| 14    | Viacheslav Fediuc      | Moldau      | 1:25:07    |
| 15    | Denis Langlois         | Frankreich  | 1:25:12    |
| 16    | Claus Jørgensen        | Dänemark    | 1:25:29    |
| 17    | Aigars Fadejevs        | Lettland    | 1:26:06    |
| 18    | Ilja Markow            | Russland    | 1:26:53    |
| 19    | Valdas Kazlauskas      | Litauen     | 1:27:02    |
| 20    | Modris Liepiņš         | Lettland    | 1:27:14    |
| 21    | Antero Lindman         | Finnland    | 1:27:56    |
| 22    | Jani Lehtinen          | Finnland    | 1:31:55    |
| 23    | Pauli Pirjetä          | Finnland    | 1:33:01    |
| DNF   | Ronald Weigel          | Deutschland |            |
| DNF   | Viktoras Meškauskas    | Litauen     |            |
| DNF   | Stefan Johansson       | Schweden    |            |
| DSQ   | Michail Chmelnizki     | Belarus     |            |
| DSQ   | Daniel Plaza           | Spanien     |            |
| DSQ   | Robert Korzeniowski    | Polen       |            |

## Videolink
- 4782 European Track & Field 20km Walk Men, www.youtube.com, abgerufen am 1. Januar 2023